# يان مورغان
يان مورغان (بالإنجليزية: Ian Morgan)‏ (14 نوفمبر 1946 في المملكة المتحدة - ) هو لاعب كرة قدم بريطاني في مركز الوسط. لعب مع كوينز بارك رينجرز ونادي واتفورد.

## وصلات خارجية
- يان مورغان على موقع قاعدة بيانات كرة القدم.إي يو (الإنجليزية)